# English (Indiana)
English város az USA Indiana államában. Lakosainak száma 685 fő (2020. április 1.).

## Népesség
A település népességének változása:

| 2010 | 645 |
| 2020 | 685 |